# Rojstna hiša Josipa Broza - Tita
Rojstna hiša maršala Tita stoji v Kumrovcu  v hrvaškem Zagorju.
Zgradil jo je leta 1850 Martin Broz  kot hišo za dve družini (njegovo in sinovo). Nekaj časa so v hiši živele celo tri družine. Zaradi številnih stanovalcev je bila pregrajevana. 
Leta 1948 je hišo zapustil zadnji potomec družine Broz in odstranjene so bile vse predelave in hiša je bila vrnjena v prvotno stanje. Notranja oprema je v istem stanju kot za življenja Titovih staršev.
Pred hišo stoji spomenik kiparja Antuna Auguštinčića.
Gospodarsko poslopje je Martin Broz zgradil istočasno s stanovanjsko zgradbo. Je opazno večje kot stanovanjska stavba.
Stavba je objekt spomina na maršala Tita (razstavljene so tudi kopije raznih dokumentov o njegovem življeju in delu) ter del etnografskega muzeja Staro selo.
- Rojstna hiša maršala Tita
- Rojstna hiša Josipa Broza Tita z lipo pred njo
- Spomenik pred hišo
- Črna kuhinja
- Gospodarsko poslopje
- Klet
- Peč v dnevni sobi
- Posoda
- Posoda
- Posoda
- Postelja
- Ročni mlin